# Faruk Karadoğan
Faruk Karadoğan (* 30. Dezember 1947 in Adana) ist ein ehemaliger türkischer Fußballspieler und -trainer. Durch seine langjährige Tätigkeit für Beşiktaş Istanbul wird er sehr stark mit diesem Verein assoziiert. Von Fan- und Vereinsseiten wird er als einer der bedeutenderen Spieler der Klubgeschichte aufgefasst. Er war ein wichtiger Teil jener Beşiktaş-Mannschaft, die zum ersten Mal zweimal nacheinander die türkische Meisterschaft gewinnen konnte.

## Spielerkarriere

### Çukurova İdman Yurdu und Gençlerbirliği Ankara
Die Anfänge der Fußballkarriere von Karadoğan sind nicht näher dokumentiert. Mit dem Profifußball begann er 1963 bei Çukurova İdman Yurdu. Mit diesem Verein nahm er an der im Sommer 1963 neu eingeführten 2. Futbol Ligi, der zweithöchsten Liga im türkischen Fußball, teil. Trotz seines jungen Alters von 16 Jahren gelang es ihm, in 12 Ligaspielen über die volle Spiellänge zu spielen, und er wurde deswegen auch in die türkische U-18-Nationalmannschaft nominiert. Zum Saisonende sicherte sich der Erstligist Gençlerbirliği Ankara die Dienste von Karadoğan. Nachdem er sich auch bei diesem Klub eine Liga höher behaupten konnte, avancierte er zu einem der Shootingstars der Sommertransferperiode 1966.

### Beşiktaş Istanbul
Nachdem Karadoğan zu den auffälligsten Jungspielern der Saison 1965/65 gehörte, verpflichtete ihn im Sommer 1966 der türkische Traditionsklub Beşiktaş Istanbul. Hier wurde er in seiner ersten Saison vom damaligen Cheftrainer Ljubiša Spajić in 17 der möglichen 30 Ligaspielen eingesetzt. Trotz seines jungen Alters bildete er mit den anderen Offensivspielern Ahmet Şahin, Ahmet Özacar, Yusuf Tunaoğlu, Sanlı Sarıalioğlu und Güven Önüt ein erfolgreiches Offensivgespann. So wurde die Saison souverän mit der türkischen Meisterschaft beendet. Karadoğan steuerte zu diesem Erfolg vier Tore und etliche Torvorlagen bei. Die nachfolgende Saison gelang ihm mit seiner Mannschaft die Titelverteidigung und zusätzlich der Gewinn des Präsidenten-Pokals. Im Gegensatz zur Vorsaison spielte Karadoğan in dieser zweiten Saison nahezu in alle Ligapartien.
Nach diesen zwei Meistertiteln blieb Karadoğan und auch sein Verein lange Zeit ohne Titel und hatte gegenüber den Stadtkonkurrenten Fenerbahçe und Galatasaray das Nachsehen. Zum Saisonstart 1971/72 gelang nach fünf titellosen Spielzeiten, mit dem Gewinn des TSYD-Pokalsieger wieder ein Titelgewinn. Entgegen der Leistung seines Teams steigerte Karadoğan seine Leistung in den Spielzeiten 1967/1968 und 1968/69 und war einmal zweiterfolgreichster Torschütze seines Vereins und einmal gar der Erfolgreichste. Nach diesen zwei Spielzeiten behielt er die nachfolgenden zwei Spielzeiten weiterhin seinen Stammplatz, erzielte aber insgesamt sechs Saisontore. In der Saison 1971/72 wurde er vom neuen Cheftrainer Gündüz Kılıç wenig in den Kaderplanungen berücksichtigt und absolvierte über die gesamte Saison zwölf Spiele, von denen er nur sechs über die volle Spiellänge absolvierte.
Nachdem Karadoğan zuletzt in seiner Mannschaft nicht gesetzt war und der sonst erfolgsverwöhnte Klub die letzten fünf Jahre keinen prestigereichen Titel gewinnen konnte, beschloss die Vereinsführung eine Kaderevision. Infolge dieser Revision wurde u. a. auch Karadoğan auf die Verkaufsliste gesetzt.

### Adanaspor
Nachdem Karadoğan die letzte Saison bei Beşiktaş nicht mehr gesetzt war, wechselte er im Sommer 1972 zum Ligarivalen Adanaspor, dem damals stärksten Klub seiner Heimatstadt. Hier spielte er in seiner ersten Saison die meisten Ligapartien. Die nächsten zwei Spielzeiten spielte er in den Kaderplanungen keine tragende Rolle und absolvierte je Saison vier bzw. fünf Ligaspiele. Sein Team beendete beide Spielzeiten als Tabellenvierter und erreichte damit die bis dato beste Erstligaplatzierung der Vereinsgeschichte. Nachdem er in der Saison 1975/76 lediglich ein Ligaspiele absolviert hatte, beendete er im Sommer 1976 seine Karriere.

### Nationalmannschaft
Karadoğan begann seine Karriere bei den türkischen Nationalmannschaften 1964 während seiner Zeit bei Çukurova İdman Yurdu mit einem Einsatz für die türkische U-18-Nationalmannschaft. Für die türkische U-18 spielte er bis ins Jahr 1966. Später spielte er mit 26 Jahren noch ein letztes Mal für die U-18 seines Landes.
Im Herbst 1966 wurde er vom türkischen Nationalspieler Adnan Süvari im Rahmen eines Testspiels gegen die Nationalmannschaft der UdSSR in den Kader der Türkischen Nationalmannschaft nominiert. In dieser Partie spielte er über die volle Spiellänge und war damit Teil jener Mannschaft, die mit dem 2:0-Auswärtssieg eines der wichtigsten Erfolge der damaligen Zeit erreichte. In den nächsten drei Jahren zählte er dann zu den regelmäßig nominierten Spielern der A-Nationalmannschaft.
1967 nahm er mit der A-Nationalmannschaft am ECO-Cup teil und wurde mit seiner Mannschaft Turniersieger.
Zwischen seinen A-Länderspieleinsätzen spielte auch Karadoğan auch regelmäßig für die Türkische U-21-Nationalmannschaft. Bei einigen dieser Spieler war er dabei deutlich über 21 Jahre alt.
Karadoğan absolvierte sein letztes A-Länderspiel am 17. Januar 1969 in der Partie gegen die Saudi-Arabische Nationalmannschaft. Insgesamt kam er in 14 A-Länderspiel zum Einsatz und erzielte dabei einen Treffer.

## Trainerkarriere
Karadoğan betreute ab dem Sommer 1991 für eine Spielzeit den Zweitligisten Ceyhanspor. Anschließend übernahm er im August 1992 Silifkispor. Bereits einen Monat verließ er diesen Klub wieder.

## Erfolge
Mit Beşiktaş Istanbul
- Türkischer Meister: 1965/66, 1966/67
- Präsidenten-Pokalsieger: 1967
- TSYD-Istanbul-Pokalsieger: 1964/65, 1965/66, 1971/72

Mit Adanaspor
- Tabellenvierter der Süper Lig: 1974/75, 1975/76

Mit der Türkischen Nationalmannschaft
- RCD-Pokalsieger: 1967